# Blackshades
Blackshades es un tipo de virus troyano maligno que los hackers utilizan para tomar control remoto de computadoras infectadas. Este software malicioso está diseñado específicamente para atacar computadoras que utilizan sistemas operativos de Microsoft Windows. Según informes oficiales de Estados Unidos, más de 500.000 sistemas informáticos en todo el mundo se han visto afectados por este programa.
En 2014, la Oficina Federal de Investigaciones (FBI) de los Estados Unidos arrestó a cientos de personas que tenían Blackshade en su ordenador. Según se informa, generaba 350 000 dólares estadounidenses en ventas.

## Funcionalidad
Blackshades infecta los sistemas informáticos descargándolos en la computadora de la víctima cuando la víctima accede a una página web maliciosa (a veces descargando en la computadora de la víctima sin el conocimiento de la víctima, lo que se conoce como descarga oculta ) o a través de dispositivos de almacenamiento externo, como unidades flash USB . Blackshades tiene la capacidad de infectar y piratear varios ordenadores desde el lanzamiento de un cebo que el pirata informático puede utilizar. Se lanzó una versión mejorada de blackshades poco después del lanzamiento original de la versión principal, cuando se pirateaban organizaciones como Octagonun y Cyber-Sec., decidió desarrollar funciones especiales para acoplarse al software, como indetectabilidad, inundación DDoS/TCP y funciones de persistencia de puerta trasera.
Según los informes, Blackshades se puede usar de forma remota para acceder a un ordenador infectado sin autorización. Blackshades permite a los hackers realizar muchas acciones en una computadora infectada de forma remota sin autorización, incluida la capacidad de:
- Acceder y modificar archivos en la computadora de la víctima.
- Registrar  las pulsaciones de teclas en la computadora de la víctima.
- Acceder a la webcam de la víctima.
- Hacer que todas las computadoras infectadas estén subordinadas a los comandos de ataque DDoS, usándolas como robots para llevar a cabo ataques extremadamente efectivos contra los objetivos.
- Descargar y ejecutar archivos en la computadora de la víctima.
- Usar la computadora de la víctima como un servidor proxy .

Según los informes, Blackshades puede ser utilizado por hackers con poca experiencia o por script kiddies, piratas informáticos que utilizan programas desarrollados por otros para atacar sistemas informáticos.
Blackshades también puede actuar como ransomware . Los piratas informáticos que utilizan Blackshades pueden restringir el acceso a la computadora de la víctima y exigir que se pague un rescate al pirata informático para que se levante la restricción.

## Detección y eliminación
Muchos programas antivirus pueden detectar y eliminar Blackshades con éxito; sin embargo, los piratas informáticos que usan el software Blackshades generalmente evitan la detección de infecciones de Blackshades mediante el uso de software que ofusca el binario Blackshades para evitar la detección por parte de los programas antivirus, que la organización Blackshades también vendió junto con el software Blackshades.

## Blackshades en los medios
En 2012, Citizen Lab y EFF informaron sobre el uso de Blackshades para atacar a las fuerzas de oposición en Siria.
En 2015, Stefan Rigo de Leeds recibió una sentencia suspendida de 40 semanas por usar BlackShades contra 14 personas, 7 de las cuales conocía personalmente. Se informa que pagó por el software con la tarjeta de pago de su ex novia.

## Reresión del FBI
En 2012, el FBI realizó una operación encubierta llamada "Operación Tienda de tarjetas", que condujo a 24 arrestos de piratas informáticos en ocho países. Uno de los arrestados fue Michael Hogue (también conocido como xVisceral en las comunidades de hackers en línea). Hogue, co-creador de Blackshades, fue arrestado y acusado de cargos menores de 18 U.S.C. § 1030 .18 U.S.C. § 1030, más comúnmente conocida como la Ley de Abuso y Fraude Informático . Fue sentenciado a cinco años de libertad condicional, 20 años de prisión suspendida.
En el año 2014, el FBI llevo a cabo una operación mundial con el objetivo de combatir el uso del malware, lo cual resultó en el arresto de casi cien personas en diecinueve países. El 19 de mayo, se presentaron cargos en los Estados Unidos contra cinco personas: dos hombres identificados como desarrolladores de Blackshades y otros tres hombres que vendieron el software o lo usaron para infiltrarse en las computadoras de otras personas. Se realizaron exactamente 359 allanamientos y se han incautado más de 1.100 dispositivos electrónicos como parte de la operación. Según el FBI, más de 500.000 computadoras en más de 100 países fueron infectadas por el malware. Blackshades se vendía típicamente por US $ 40 y, según se informa, generó US $ 350,000 en ventas.